# Samuel M. Osgood
 (octobre 2021).
Samuel M. Osgood est un historien américain.

## Biographie
Vers 1958, il enseigne l'histoire à l'Université Brown, puis, à l'Université d'état de Kent, à partir d'avril 1968.
Il enseigne un an à l'Université de Lyon en 1974.
Il est l'auteur d'articles et d'ouvrages sur l'histoire de France,,.

## Publications

### Articles
- Charles Maurras et l'Action française, État des travaux américains, Revue française de science politique, 1958[1]

### Ouvrages
- French Royalism Under the Third and Fourth Republics, Martinus Nijhoff, 1960
- The Fall of France, 1940; Causes and Responsibilities, D.C.Heath, 1965[4]
- Napoleon III, Buffoon, Modern Dictator, or Sphinx?, D.C.Heath, 1965[5]
- French Royalism Since 1870, Martinus Nijhoff, 1970
- Napoleon III and the Second Empire, D.C.Heath, 1975[4]